# Исламская народная и арабская конференция
Исламская народная и арабская конференция, известная также как Зелёный (исламский) интернационал, — международная организация задуманная как мировая фундаменталистская политическая альтернатива Организации Исламской конференции. Создана в 1991 году в Хартуме (Судан) Хасаном Тураби. Противопоставляет себя странам запада. К организации присоединились многие радикальные и террористические группировки. Первыми стали «Хезболла» и Организация Абу Нидаля.
Первая конференция состоялась 25 — 28 апреля 1991 года, в ней приняли участие делегаты из 45 стран мира, в которых проживают мусульмане. Целью конференции была реклама суданской столицы в качестве важного центра исламского мира. Вторая конференция состоялась 2 — 4 декабря 1993 года. В ней участвовало 500 делегатов от различных исламских групп со всего мира. Были здесь Усама бин Ладен, Айман аз-Завахири, Ильич Рамирес Санчес, Абу Нидаль, представители «Хамас», «Хезболлы», иранского корпуса «Стражи Исламской революции» и др. В ходе этой встречи Хасан Тураби был переизбран генеральным секретарем организации. В рамках заседаний обсуждались вызовы исламскому миру со стороны Запада. Исламская народная и арабская конференция показала себя альтернативой Организации Исламская конференция.
Органы: Постоянный совет (50 человек по одному представителю от каждой страны) и Генеральный секретариат как исполнительный орган. Генеральный секретарь — Хасан Тураби.
К 2000 году влияние Исламская народной и арабской конференции сошло на нет, её встречи более не проводились суданским правительством.

## Позиция организации
То, что можно назвать Хартумским манифестом, представляющим программу борьбы против Запада, состоит из шести положений:
- Основной лозунг: «Нет другого божества, кроме Единственного и Всемогущего Бога. Потому что какой бы ни была сила Америки и Запада, Бог всегда останется самым сильным».
- Затем следует верность мусульман «чистоте исламской веры». «Потому что, — говорит Хассан аль-Тураби, — в мире осталась только наша религия, только у нас ещё существует божественный закон, управляющий действиями правителей и государства, организующий отношения между индивидуумами. Только мы остались у Бога, один на один с абсолютной и тиранической материальной силой».
- Третье положение этого манифеста касается либерализма и демократии, которые «не противоречат исламскому шариату». Тураби также выступает за плюрализм "при условии, что он небезграничен и что он будет управляться шариатом. В глобальном масштабе он требует «плюрализма в интернациональном плане», а не ограниченного внутренними делами каждой из стран.
- Четвёртое положение — это призыв «разрушить барьеры между исламскими, националистическими и патриотическими движениями, покончить с византийскими спорами о национализме в Исламе». Тураби утверждает, что «принадлежность к этнической группе не противоречит учениям о религии, но она не должна быть синонимом первобытно-общинного строя». То же самое относится к принадлежности к нации. Единая религия — Ислам — соответствует уму в человеке. Этническая или национальная принадлежность — телу. Господство ума над телом — знак гармонии. Господство тела над умом — признак расстройства и вырождения. То же самое справедливо и применительно к проблеме соотношения Ислама и национализма.
- Пятый пункт призывает к «опережению истории». Это означает призыв к использованию определенных аспектов современного мира в борьбе с ним самим.
- Наконец, шестое положение манифеста настаивает «на позитивном отношении к миру». По этому поводу Тураби подчеркивает, что «религиозная позиция, которая учит людей уединяться перед лицом зла, не соответствует потребностям сегодняшнего дня. Скорее речь идет о борьбе против несправедливости и о приоритете диалога в нашем взаимодействии с миром. Возможно даже сотрудничество с Западом, если он ищет его на новой основе, отличной от сегодняшней системы». Что касается правительств исламских государств, то манифест предостерегает от всякого сотрудничества с ними для осуществления исламской программы. «Лучшие среди этих режимов воспользуются народной поддержкой, а худшие будут свергнуты», уточняет манифест и призывает к выходу из традиционных организаций, так как невозможно рассчитывать на них с целью мобилизации и придания формы арабскому и исламскому обществу.